# Gonomyia parinermis
Gonomyia parinermis là một loài ruồi trong họ Limoniidae. Chúng phân bố ở vùng Tân nhiệt đới.